# یوگنی تومبرگ
یوگنی تومبرگ (استونیایی: Jevgeni Tomberg; ۱۴ ژوئن ۱۹۴۸ – ۳۰ آوریل ۲۰۲۱) سیاستمدار و نماینده مجلس اهل استونی بود.
وی در ۷۲ سالگی به علت ابتلا به کووید ۱۹ درگذشت.